# Natalia Vieru
Natalia Vieru (25 de julho de 1989) é uma basquetebolista profissional russa.

## Carreira
Natalia Vieru integrou a Seleção Russa de Basquetebol Feminino, em Londres 2012, que terminou na quarta colocação.